# 2022년 9월
| 2022년: 1월 · 2월 · 3월 · 4월 · 5월 · 6월 · 7월 · 8월 · 9월 · 10월 · 11월 · 12월 |

| \| 2022년 9월 1일 (목요일) \| \| 편집 \| |  |      |
| 보건과 환경 - 코로나19 범유행 - 대한민국의 0시 기준 누적 확진자 수가 23,327,897명으로 집계되었다. 전날 0시 대비 81,573명(국내 81,273, 해외유입 300)이 늘었다. 누계가 일부 정정(-74)되었다. |  |      |
| 2022년 9월 1일 (목요일) |  | 편집 |

| 2022년 9월 1일 (목요일) |  | 편집 |

| \| 2022년 9월 2일 (금요일) \| \| 편집 \| |  |      |
| 보건과 환경 - 코로나19 범유행 - 대한민국의 0시 기준 누적 확진자 수가 23,417,425명으로 집계되었다. 전날 0시 대비 89,586명(국내 89,269, 해외유입 317)이 늘었다. 누계가 일부 정정(-58)되었다. |  |      |
| 2022년 9월 2일 (금요일) |  | 편집 |

| 2022년 9월 2일 (금요일) |  | 편집 |

| \| 2022년 9월 3일 (토요일) \| \| 편집 \| |  |      |
| 보건과 환경 - 코로나19 범유행 - 대한민국의 0시 기준 누적 확진자 수가 23,497,048명으로 집계되었다. 전날 0시 대비 79,746명(국내 79,423, 해외유입 323)이 늘었다. 누계가 일부 정정(-123)되었다. |  |      |
| 2022년 9월 3일 (토요일) |  | 편집 |

| 2022년 9월 3일 (토요일) |  | 편집 |

| \| 2022년 9월 4일 (일요일) \| \| 편집 \| |  |      |
| 보건과 환경 - 코로나19 범유행 - 대한민국의 0시 기준 누적 확진자 수가 23,569,192명으로 집계되었다. 전날 0시 대비 72,144명(국내 71,903, 해외유입 241)이 늘었다. |  |      |
| 2022년 9월 4일 (일요일) |  | 편집 |

| 2022년 9월 4일 (일요일) |  | 편집 |

| \| 2022년 9월 5일 (월요일) \| \| 편집 \| |  |      |
| 보건과 환경 - 코로나19 범유행 - 대한민국의 0시 기준 누적 확진자 수가 23,606,740명으로 집계되었다. 전날 0시 대비 37,548명(국내 37,262, 해외유입 286)이 늘었다. 정치와 선거 - 영국의 집권당인 보수당 신임 당 대표에 리즈 트러스가 선출되었다. 영국은 의원내각제를 채택하고 있으며, 트러스 대표는 지난 7월 사임 의사를 밝힌 보리스 존슨 총리의 뒤를 이을 예정이다. |  |      |
| 2022년 9월 5일 (월요일) |  | 편집 |

| 2022년 9월 5일 (월요일) |  | 편집 |

| \| 2022년 9월 6일 (화요일) \| \| 편집 \| |  |      |
| 보건과 환경 - 코로나19 범유행 - 대한민국의 0시 기준 누적 확진자 수가 23,706,477명으로 집계되었다. 전날 0시 대비 99,837명(국내 99,564, 해외유입 273)이 늘었다. 누계가 일부 정정(-100)되었다. 사고와 재해 - 2022년 태풍: 제11호 태풍인 힌남노(Hinnamnor)가 대한민국 경상남도 거제에 상륙해 부산 방향으로 진행해 동해상으로 빠져나갔다. 태풍으로 인하여 최소 2명이 숨지고, 10명이 실종되는 등 인명 피해가 발생하였다. 정치와 선거 - 영국의 총리: 리즈 트러스 신임 보수당 대표가 영국 총리에 취임하였다. 2019년 7월 부터 재임해온 보리스 존슨 전임 총리는 9월 5일(전날) 보수당 대표직에서 물러난데 이어 총리직에서도 물러났다. |  |      |
| 2022년 9월 6일 (화요일) |  | 편집 |

| 2022년 9월 6일 (화요일) |  | 편집 |

| \| 2022년 9월 7일 (수요일) \| \| 편집 \| |  |      |
| 보건과 환경 - 코로나19 범유행 - 대한민국의 0시 기준 누적 확진자 수가 23,791,961명으로 집계되었다. 전날 0시 대비 85,540명(국내 85,197, 해외유입 343)이 늘었다. 누계가 일부 정정(-56)되었다. 정치와 선거 - 대한민국의 정당 국민의힘이 새로운 비상대책위원회(비대위) 구성 준비를 마쳤으며, 8일 비대위를 출범시킬 것으로 알려졌다. 5선 정진석 의원(제21대 국회 국회부의장)이 새 비대위 위원장직을 수락하였다. 유력한 위원장 후보로 거론되던 박주선 전 의원은 본인이 고사한 것으로 알려졌다. |  |      |
| 2022년 9월 7일 (수요일) |  | 편집 |

| 2022년 9월 7일 (수요일) |  | 편집 |

| \| 2022년 9월 8일 (목요일) \| \| 편집 \| |  |      |
| 보건과 환경 - 코로나19 범유행 - 대한민국의 0시 기준 누적 확진자 수가 23,864,560명으로 집계되었다. 전날 0시 대비 72,646명(국내 72,417, 해외유입 229)이 늘었다. 누계가 일부 정정(-47)되었다. 정치와 선거 - 영국의 군주: 영국의 여왕 엘리자베스 2세가 스코틀랜드에 있는 밸모럴성에서 숨졌다. 엘리자베스 2세는 조지 6세가 숨진 1952년 26세로 즉위해 70년간 재위하였으며, 그 기간 중 15명의 총리가 있었다. 찰스 왕세자가 찰스 3세(Charles III)를 왕명으로 왕위를 계승하였다. |  |      |
| 2022년 9월 8일 (목요일) |  | 편집 |

| 2022년 9월 8일 (목요일) |  | 편집 |

| \| 2022년 9월 9일 (금요일) \| \| 편집 \| |  |      |
| 보건과 환경 - 코로나19 범유행 - 대한민국의 0시 기준 누적 확진자 수가 23,933,949명으로 집계되었다. 전날 0시 대비 69,410명(국내 69,133, 해외유입 277)이 늘었다. 누계가 일부 정정(-21)되었다. |  |      |
| 2022년 9월 9일 (금요일) |  | 편집 |

| 2022년 9월 9일 (금요일) |  | 편집 |

| \| 2022년 9월 10일 (토요일) \| \| 편집 \| |  |      |
| 보건과 환경 - 코로나19 범유행 - 대한민국의 0시 기준 누적 확진자 수가 23,976,673명으로 집계되었다. 전날 0시 대비 42,724명(국내 42,487, 해외유입 237)이 늘었다. 누계가 일부 정정(-23)되었다. |  |      |
| 2022년 9월 10일 (토요일) |  | 편집 |

| 2022년 9월 10일 (토요일) |  | 편집 |

| \| 2022년 9월 11일 (일요일) \| \| 편집 \| |  |      |
| 보건과 환경 - 코로나19 범유행 - 대한민국의 0시 기준 누적 확진자 수가 24,004,887명으로 집계되었다. 전날 0시 대비 28,214명(국내 27,986, 해외유입 228)이 늘었다. 사고와 재해 - 2022년 파푸아뉴기니 지진: 진도 규모 7.6의 강진이 파푸아뉴기니를 강타해 54명의 사상자와 다수의 실종자가 발생했다. |  |      |
| 2022년 9월 11일 (일요일) |  | 편집 |

| 2022년 9월 11일 (일요일) |  | 편집 |

| \| 2022년 9월 12일 (월요일) \| \| 편집 \| |  |      |
| 보건과 환경 - 코로나19 범유행 - 대한민국의 0시 기준 누적 확진자 수가 24,041,825명으로 집계되었다. 전날 0시 대비 36,938명(국내 36,736, 해외유입 202)이 늘었다. |  |      |
| 2022년 9월 12일 (월요일) |  | 편집 |

| 2022년 9월 12일 (월요일) |  | 편집 |

| \| 2022년 9월 13일 (화요일) \| \| 편집 \| |  |      |
| 보건과 환경 - 코로나19 범유행 - 대한민국의 0시 기준 누적 확진자 수가 24,099,134명으로 집계되었다. 전날 0시 대비 57,309명(국내 57,037, 해외유입 272)이 늘었다. |  |      |
| 2022년 9월 13일 (화요일) |  | 편집 |

| 2022년 9월 13일 (화요일) |  | 편집 |

| \| 2022년 9월 14일 (수요일) \| \| 편집 \| |  |      |
| 보건과 환경 - 코로나19 범유행 - 대한민국의 0시 기준 누적 확진자 수가 24,193,038명으로 집계되었다. 전날 0시 대비 93,981명(국내 93,667, 해외유입 314)이 늘었다. 누계가 일부 정정(-77)되었다. |  |      |
| 2022년 9월 14일 (수요일) |  | 편집 |

| 2022년 9월 14일 (수요일) |  | 편집 |

| \| 2022년 9월 15일 (목요일) \| \| 편집 \| |  |      |
| 보건과 환경 - 코로나19 범유행 - 대한민국의 0시 기준 누적 확진자 수가 24,264,470명으로 집계되었다. 전날 0시 대비 71,471명(국내 71,119, 해외유입 352)이 늘었다. 누계가 일부 정정(-39)되었다. |  |      |
| 2022년 9월 15일 (목요일) |  | 편집 |

| 2022년 9월 15일 (목요일) |  | 편집 |

| \| 2022년 9월 16일 (금요일) \| \| 편집 \| |  |      |
| 보건과 환경 - 코로나19 범유행 - 대한민국의 0시 기준 누적 확진자 수가 24,316,302명으로 집계되었다. 전날 0시 대비 51,874명(국내 51,526, 해외유입 348)이 늘었다. 누계가 일부 정정(-42)되었다. 무력 충돌과 공격 - 22세 이란 여성 마흐사 아미니 사망 사건으로 촉발된 이란에서의 시위로 최소 50명 이상 사망하였다. |  |      |
| 2022년 9월 16일 (금요일) |  | 편집 |

| 2022년 9월 16일 (금요일) |  | 편집 |

| \| 2022년 9월 17일 (토요일) \| \| 편집 \| |  |      |
| 보건과 환경 - 코로나19 범유행 - 대한민국의 0시 기준 누적 확진자 수가 24,359,702명으로 집계되었다. 전날 0시 대비 43,457명(국내 43,177, 해외유입 280)이 늘었다. 누계가 일부 정정(-57)되었다. |  |      |
| 2022년 9월 17일 (토요일) |  | 편집 |

| 2022년 9월 17일 (토요일) |  | 편집 |

| \| 2022년 9월 18일 (일요일) \| \| 편집 \| |  |      |
| 보건과 환경 - 코로나19 범유행 - 대한민국의 0시 기준 누적 확진자 수가 24,394,466명으로 집계되었다. 전날 0시 대비 34,764명(국내 34,523, 해외유입 241)이 늘었다. |  |      |
| 2022년 9월 18일 (일요일) |  | 편집 |

| 2022년 9월 18일 (일요일) |  | 편집 |

| \| 2022년 9월 19일 (월요일) \| \| 편집 \| |  |      |
| 보건과 환경 - 코로나19 범유행 - 대한민국의 0시 기준 누적 확진자 수가 24,413,873명으로 집계되었다. 전날 0시 대비 19,407명(국내 19,118, 해외유입 289)이 늘었다. |  |      |
| 2022년 9월 19일 (월요일) |  | 편집 |

| 2022년 9월 19일 (월요일) |  | 편집 |

| \| 2022년 9월 20일 (화요일) \| \| 편집 \| |  |      |
|                                           |  |      |
| 2022년 9월 20일 (화요일)                  |  | 편집 |

| 2022년 9월 20일 (화요일) |  | 편집 |

| \| 2022년 9월 21일 (수요일) \| \| 편집 \|                                                                                     |  |      |
| 무력 충돌과 공격 - 2022년 러시아의 우크라이나 침공 - 2022년 러시아 동원령: 블라디미르 푸틴 러시아 대통령이 동원령을 선포했다. |  |      |
| 2022년 9월 21일 (수요일) |  | 편집 |

| 2022년 9월 21일 (수요일) |  | 편집 |

| \| 2022년 9월 22일 (목요일) \| \| 편집 \| |  |      |
|                                           |  |      |
| 2022년 9월 22일 (목요일)                  |  | 편집 |

| 2022년 9월 22일 (목요일) |  | 편집 |

| \| 2022년 9월 23일 (금요일) \| \| 편집 \| |  |      |
|                                           |  |      |
| 2022년 9월 23일 (금요일)                  |  | 편집 |

| 2022년 9월 23일 (금요일) |  | 편집 |

| \| 2022년 9월 24일 (토요일) \| \| 편집 \| |  |      |
|                                           |  |      |
| 2022년 9월 24일 (토요일)                  |  | 편집 |

| 2022년 9월 24일 (토요일) |  | 편집 |

| \| 2022년 9월 25일 (일요일) \| \| 편집 \|                          |  |      |
| 스포츠 - 엘리우드 킵초게가 베를린 마라톤에서 세계 신기록을 세웠다. |  |      |
| 2022년 9월 25일 (일요일)                                           |  | 편집 |

| 2022년 9월 25일 (일요일) |  | 편집 |

| \| 2022년 9월 26일 (월요일) \| \| 편집 \|                                                                     |  |      |
| 사고와 재해 - 2022년 9월 26일 대전 현대프리미엄아울렛의 지하주차장에서 일어난 화재로 8명의 사상자가 발생했다. |  |      |
| 2022년 9월 26일 (월요일)                                                                                      |  | 편집 |

| 2022년 9월 26일 (월요일) |  | 편집 |

| \| 2022년 9월 27일 (화요일) \| \| 편집 \| |  |      |
|                                           |  |      |
| 2022년 9월 27일 (화요일)                  |  | 편집 |

| 2022년 9월 27일 (화요일) |  | 편집 |

| \| 2022년 9월 28일 (수요일) \| \| 편집 \| |  |      |
|                                           |  |      |
| 2022년 9월 28일 (수요일)                  |  | 편집 |

| 2022년 9월 28일 (수요일) |  | 편집 |

| \| 2022년 9월 29일 (목요일) \| \| 편집 \| |  |      |
| 정치와 선거 - 2022년 9월 윤석열 대통령 해외 순방에서 일어난 논란에 대해 더불어민주당은 박진 장관에 책임을 물어 9월 29일 오후 해임건의안을 통과시켰다. |  |      |
| 2022년 9월 29일 (목요일) |  | 편집 |

| 2022년 9월 29일 (목요일) |  | 편집 |

| \| 2022년 9월 30일 (금요일) \| \| 편집 \| |  |      |
| 정치와 선거 - 한국갤럽이 발표한 여론조사에서 윤석열 대한민국 대통령의 직무 수행에 대한 긍정 평가가 지난주 대비 4%p 하락한 24%로 발표되어 최저치를 기록했다. 부정 평가는 지난주 대비 4%p 상승한 65%다. 영국·북미 순방에 대해서는 국익에 도움되지 않았다는 평가가 54%를 기록했다. |  |      |
| 2022년 9월 30일 (금요일) |  | 편집 |

| 2022년 9월 30일 (금요일) |  | 편집 |

| <          | 2022년 9월  | 2022년 9월 | 2022년 9월 | 2022년 9월 | 2022년 9월 | >          |
| 일         | 월          | 화         | 수         | 목         | 금         | 토         |
|            |             |            |            | 1 8.6 정사 | 2 7 무오   | 3 8 기미   |
| 4 9 경신   | 5 10 신유   | 6 11 임술  | 7 12 계해  | 8 13 갑자  | 9 14 을축  | 10 15 병인 |
| 11 16 정묘 | 12 17 무진  | 13 18 기사 | 14 19 경오 | 15 20 신미 | 16 21 임신 | 17 22 계유 |
| 18 23 갑술 | 19 24 을해  | 20 25 병자 | 21 26 정축 | 22 27 무인 | 23 28 기묘 | 24 29 경진 |
| 25 30 신사 | 26 9.1 임오 | 27 2 계미  | 28 3 갑신  | 29 4 을유  | 30 5 병술  |            |

| - 2022년 - 8월 - 9월 - 10월 편집하기 |

1. ↑  https://www.donga.com/news/Politics/article/all/20220930/115730236/1